# Aladár Bitskey
Aladár Bitskey (5 de octubre de 1905-18 de marzo de 1991) fue un deportista húngaro que compitió en natación, especialista en el estilo espalda. Ganó dos medallas de plata en el Campeonato Europeo de Natación, en los años 1927 y 1931.

## Palmarés internacional
| Campeonato Europeo | Campeonato Europeo | Campeonato Europeo | Campeonato Europeo |
| Año                | Lugar              | Medalla            | Prueba             |
| ------------------ | ------------------ | ------------------ | ------------------ |
| 1927               | Bolonia (Italia)   | Medalla de plata   | 100 m espalda      |
| 1931               | París (Francia)    | Medalla de plata   | 100 m espalda      |